# Venas dorsales superficiales del clítoris
Las venas dorsales superficiales del clítoris (TA: venae dorsales superficiales clitoridis) son venas que recogen sangre de los espacios subcutáneos (tejido eréctil) del clítoris. Desembocan en la vena pudenda externa.